# Silvostepă

Silvostepa est-europeană (ecoregiunea PA0419)

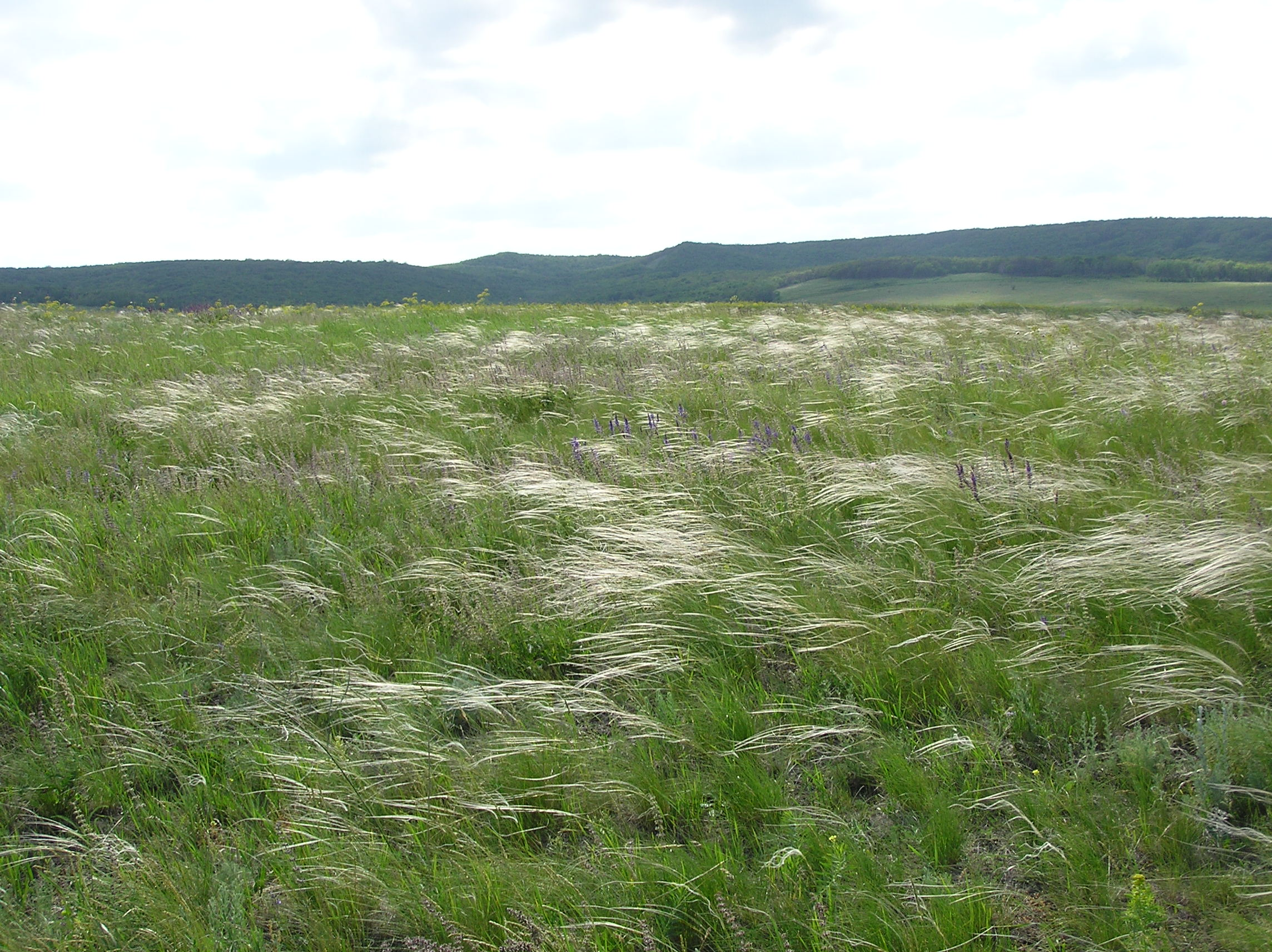
Silvostepa din regiunea Volgăi, lângă Saratov, Rusia

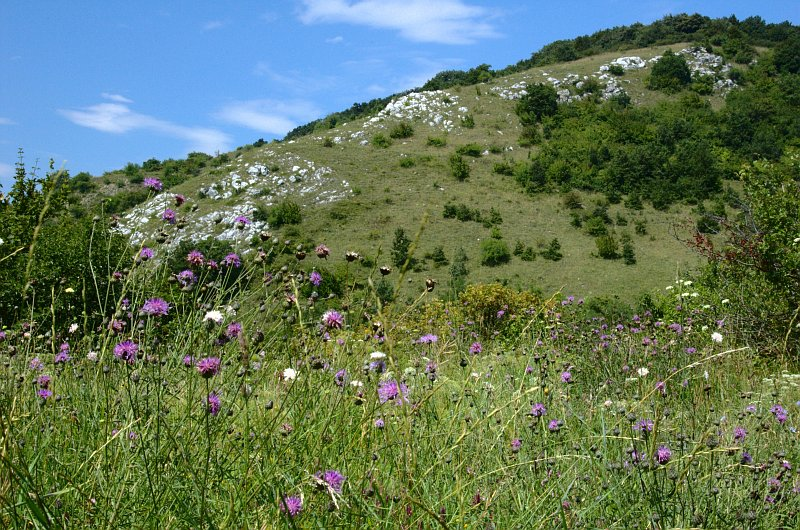
Silvostepă

Silvostepa este o zonă de vegetație intermediară între o stepă și o pădure de foioase. Silvostepele se găsesc mai mult în Europa de Est, la granița dintre pădurile de foioase și stepa europeană. Silvostepa ocupă o mare parte din câmpiile periferice ale Carpaților, între 50-150 m, din podișurile Moldovei și Dobrogei, între 50-250 m. Loessul și rocile loessoide reprezintă substratul care caracterizează majoritatea suprafeței silvostepei. În Moldova se mai pot întâlni nisipuri și marne, iar în Dobrogea, calcare, șisturi verzi și roci eruptive.

## Clima
Climatul este uscat, dar nu atât de secetos ca în stepă. Climatul din nordul Moldovei se caracterizează printr-un regim termic mai scăzut și cu trăsături continentale mai pronunțate. În restul silvostepei temperaturile sunt printre cele mai ridicate din țară. În regimul pluvial se resimte influența sub-mediteraneană, prin cel de-al doilea maxim de precipitații din toamnă.

## Flora
Vegetația lemnoasă din silvopstepă este reprezentată de păduri de stejar, adesea poienițe, cu arbori scunzi, având trunchiuri sinuoase și scheletul de ramuri foarte dezvoltat, cu mulți arbuști care alcătuiesc desișuri de nepătruns. În nordul Moldovei specia edificatoare a acestor păduri este stejarul (Quercus robur). În sudul Moldovei, în Dobrogea, Muntenia și Oltenia locul acestei specii europene este luat de stejarul brumăriu (Quercus pedunculiflora), specie balcano-anatolică, la care se poate adăuga, în unele situații, stejarul pufos (Quercus pubescens), cerul (Quercus cerris), gârniță (Quercus frainetto).
Pajiștile de silvostepă sunt în mare măsură asemănătoare celor de stepă. Se pot întâlni aproape toate asociațiile menționate la stepă, mai frecventă fiind cu Medicago și Festuca valesiaca.
În luncile mari din silvostepă învelișul vegetal este aproape același ca și în zona nemorală. Nisipurile din silvostepa sudică (de-a lungul râurilor Bârlad, Călmățui, Ialomița, Vedea, Jiu, Dunăre) au fost acoperite cu păduri de stejar brumăriu, ale căror resturi se mai păstrează, și cu vegetație ierboasă.

## Fauna
Fauna de silvostepă este una diversă, având caracteristici comune atât cu fauna de stepă, cât și cu cea de pădure.